# آلساندرو فانتینی
آلساندرو فانتینی (ایتالیایی: Alessandro Fantini; ۱ ژانویهٔ ۱۹۳۲ – ۵ مهٔ ۱۹۶۱) دوچرخه‌سوار اهل ایتالیا بود. وی در مسابقات تور دو فرانس شرکت کرده است.